# Sevanavank
Vous lisez un « bon article » labellisé en 2009.
Sevanavank (en arménien Սևանավանք, « monastère de Sevan » ; anciennement Սևվանք : Sevvank , « monastère noir »), ou monastère des Saints-Apôtres de Sevan, est un monastère arménien situé sur une péninsule du lac Sevan, dans le marz de Gegharkunik en Arménie. Le monastère est fondé en 874 par la princesse Mariam Bagratouni et à l'initiative du futur Catholicos Machtots, sur l'emplacement d'un monastère du IVe siècle détruit par les Arabes.
Traversant les siècles, Sevanavank est partiellement détruit dans les années 1930. Il n'en subsiste que deux églises, Sourp Arakelots (« Saints-Apôtres ») et Sourp Astvatsatsin (« Sainte-Mère-de-Dieu »), aujourd'hui parties intégrantes du séminaire adjacent, l'Académie théologique Vazkenian. Le monastère est en outre un des lieux les plus visités par les touristes en Arménie.

## Situation géographique
Pour des articles plus généraux, voir Gegharkunik et Syunik.
Sevanavank a été érigé dans la partie sud-ouest d'une ancienne île (dite « île aux oiseaux ») du nord-ouest du lac Sevan, devenue depuis l'abaissement du niveau du lac lors de la période soviétique une péninsule. Le lieu est situé au nord-est du haut-plateau arménien, à une altitude de 2 000 m.
Le monastère est inclus dans le territoire de la communauté urbaine de Sevan — la ville même est située à 8 km — dans le marz de Gegharkunik, au centre du pays et à 60 km au nord-est d'Erevan, la capitale.
Historiquement, Sevanavank est situé dans le canton de Gegharkunik de la province de Siounie, une des quinze provinces de l'Arménie historique selon le géographe arménien du VIIe siècle Anania de Shirak.

## Histoire
Le site est tout d'abord occupé par un monastère remontant à l'époque de saint Grégoire l'Illuminateur mais détruit par les Arabes ; il est le premier à être reconstruit à la fin de la période arabe.
Les sources tant historiques qu'épigraphiques s'accordent pour dater la fondation du monastère actuel en 874. D'après une inscription retrouvée dans Sourp Arakelots, le monastère a été fondé par la princesse Mariam, fille d'Achot Bagratouni et épouse de Vasak V, prince de Siounie occidentale. L'historien arménien du XIIIe siècle Stépanos Orbélian précise que le complexe est érigé à la suite d'une vision du futur Catholicos Machtots : les douze figures des Apôtres lui seraient apparues au-dessus du lac Sevan et lui auraient indiqué l'emplacement où construire un monastère ; un autre historien arménien du XIIIe siècle, Kirakos de Gandzak, confirme le lien entre le Catholicos et le monastère.

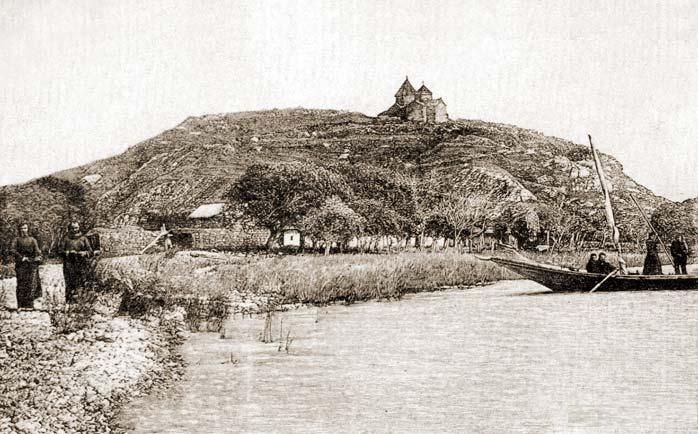
Le monastère au XIXe siècle.

On sait peu de choses au sujet de son histoire. Ses bâtiments ont été restaurés aux XVIIe et XVIIIe siècles, et le monastère, couplé à une forteresse dont rien n'a subsisté, est un lieu de production de miniatures actif au long de ce dernier siècle, avant d'entrer en période de déclin ; on raconte même qu'au XVIIIe siècle, attendant une visite du Catholicos de l'époque, les moines, honteux de l'état dans lequel se trouvaient leurs manuscrits, les jetèrent dans le lac.
Au XIXe siècle, c'est un lieu de redressement pour moines pénitents d'Etchmiadzin, au régime strict : ni vin, ni viande, ni jeunes, ni femmes n'y sont admis, selon l'explorateur français Jean-Marie Chopin qui le visite en 1830. L'explorateur énumère en outre à cette époque les propriétés de l'établissement : cinq villages, quatre moulins, une laiterie en ruine, quarante-six fermes, des jardins et des champs.
Dans les années 1930, une grande partie du monastère est détruite par les autorités soviétiques, qui ne laissent subsister que les deux églises. Ces deux dernières sont toutefois restaurées en 1956-1957.
Aujourd'hui intégrées au séminaire adjacent, l'Académie théologique Vazkenian, les deux églises servent de lieu de culte tant à ses étudiants qu'aux résidents de la proche ville de Sevan (même si, pour ces derniers, la situation pourrait changer avec la construction d'une nouvelle église). Le monastère est en outre un des lieux les plus visités par les touristes en Arménie.

## Bâtiments
Pour un article plus général, voir Architecture arménienne.
Les deux églises du complexe, Sourp Arakelots et Sourp Astvatsatsin, font partie des premières illustrations dans l'architecture arménienne du passage de la croix libre à la croix inscrite. Les noms des deux églises ont changé au cours des siècles : Sourp Arakelots est parfois appelée Sourp Karapet (« Saint-Karapet »), alors que Sourp Astvatsatsin est parfois nommée Sourp Arakelots.

### Sourp Arakelots

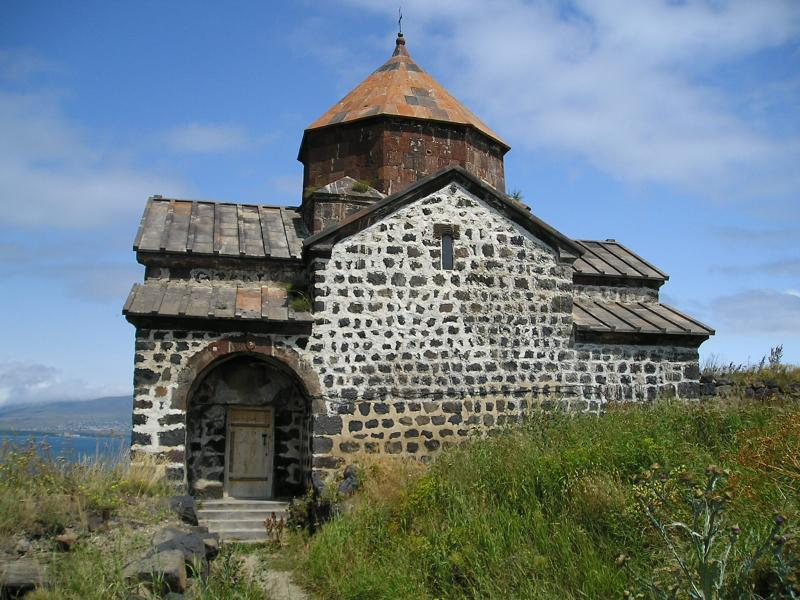
Sourp Arakelots depuis le sud.

Sourp Arakelots (« Saints-Apôtres ») est la plus petite des deux églises. Il s'agit d'une église à coupole triconque, complétée par une chapelle au sud-est et par un porche au sud-ouest, le tout sans décor. Ses trois absides semi-circulaires sont situées au nord, à l'est et au sud, et son carré central est surmonté de trompes transformant le tambour en octogone. Celui-ci est doté de quatre fenêtres et d'une coiffe conique à l'inclinaison accentuée lors des rénovations des XVIIe et XVIIIe siècles.
L'appareil de l'église est irrégulier, les parties hautes étant plus soignées ; les restaurations ont en outre laissé des traces grossières de mortier clair.

### Sourp Astvatsatsin
La seconde église, Sourp Astvatsatsin (« Sainte-Mère-de-Dieu ») est située au sud-est de la première, à laquelle elle ressemblait assez fort à l'origine : cette triconque a été agrandie ultérieurement par des espaces supplémentaires au nord-est et au nord-ouest, ainsi que par une chapelle au sud-est, le tout recouvert d'un enduit blanc à une époque indéterminée ; elle ne contient aucun décor. Son tambour, insuffisamment soutenu par des arcs à rouleau et par des pendentifs, revêt par compensation la forme irrégulière d'un cube aux angles arrondis ; durant les rénovations des XVIIe et XVIIIe siècles, des khatchkars et des fenêtres étroites lui ont été adjoints et sa coiffe a vu son inclinaison accentuée.

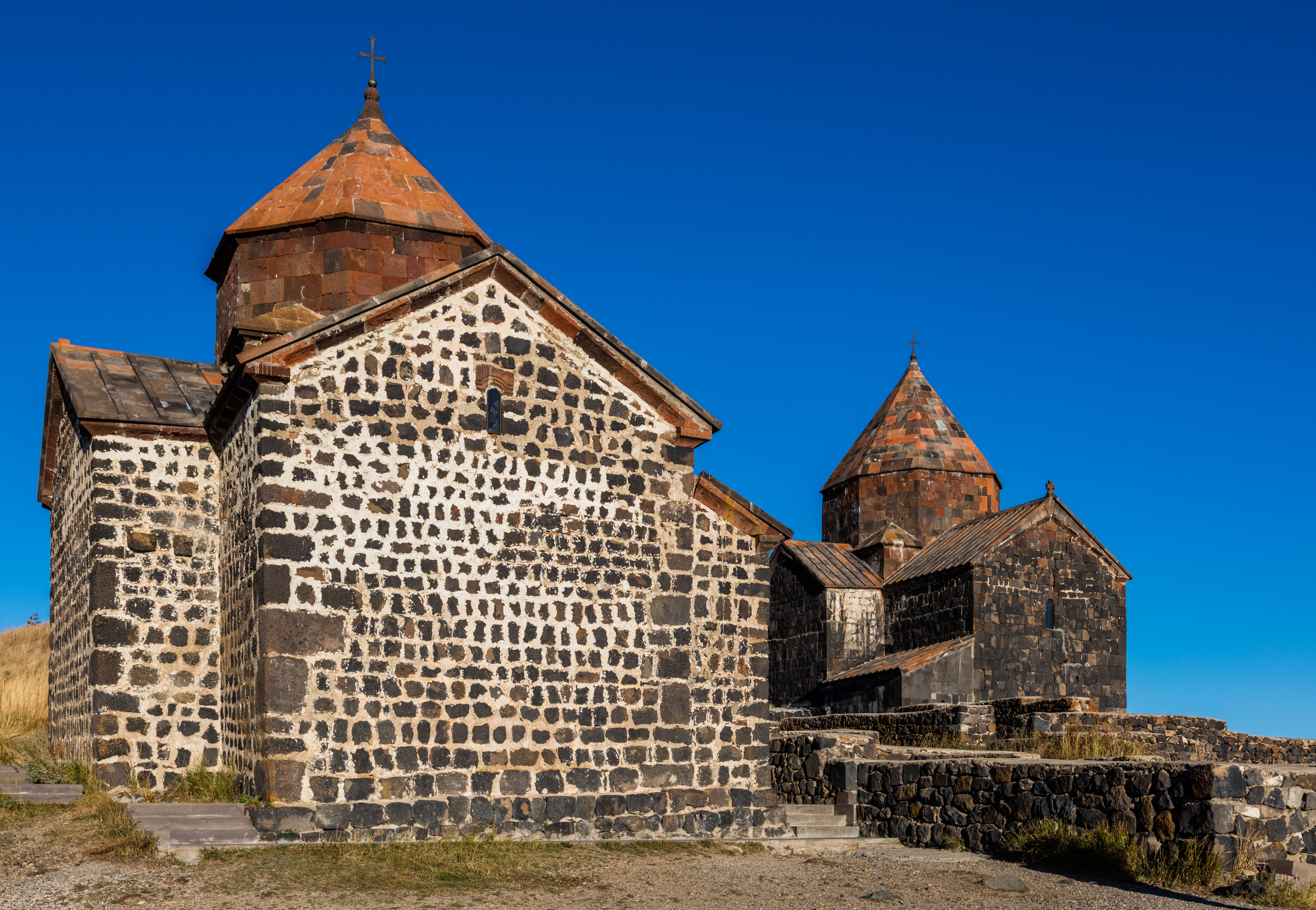
Sourp Astvatsatsin depuis le sud-est.
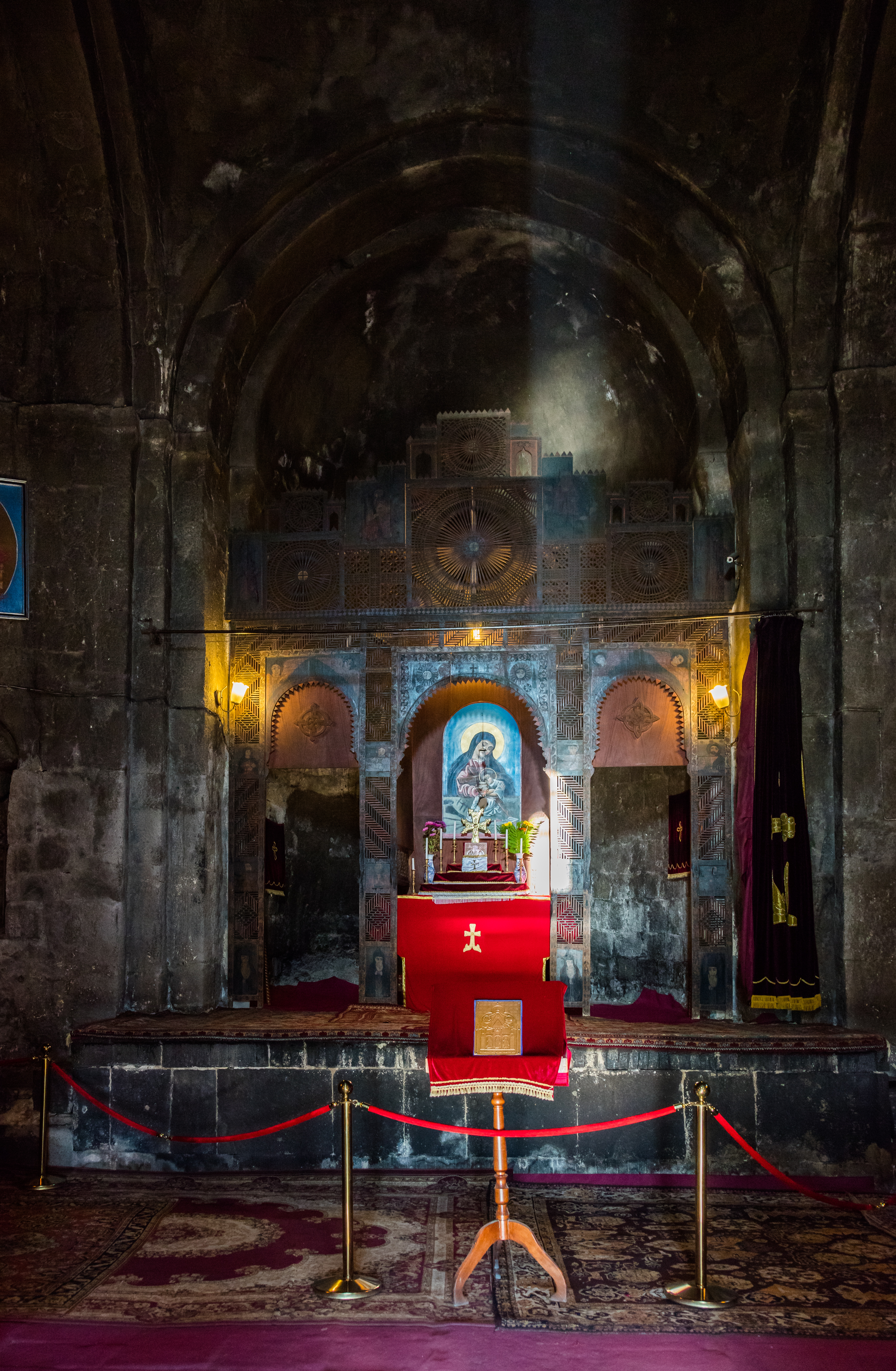
Autel.
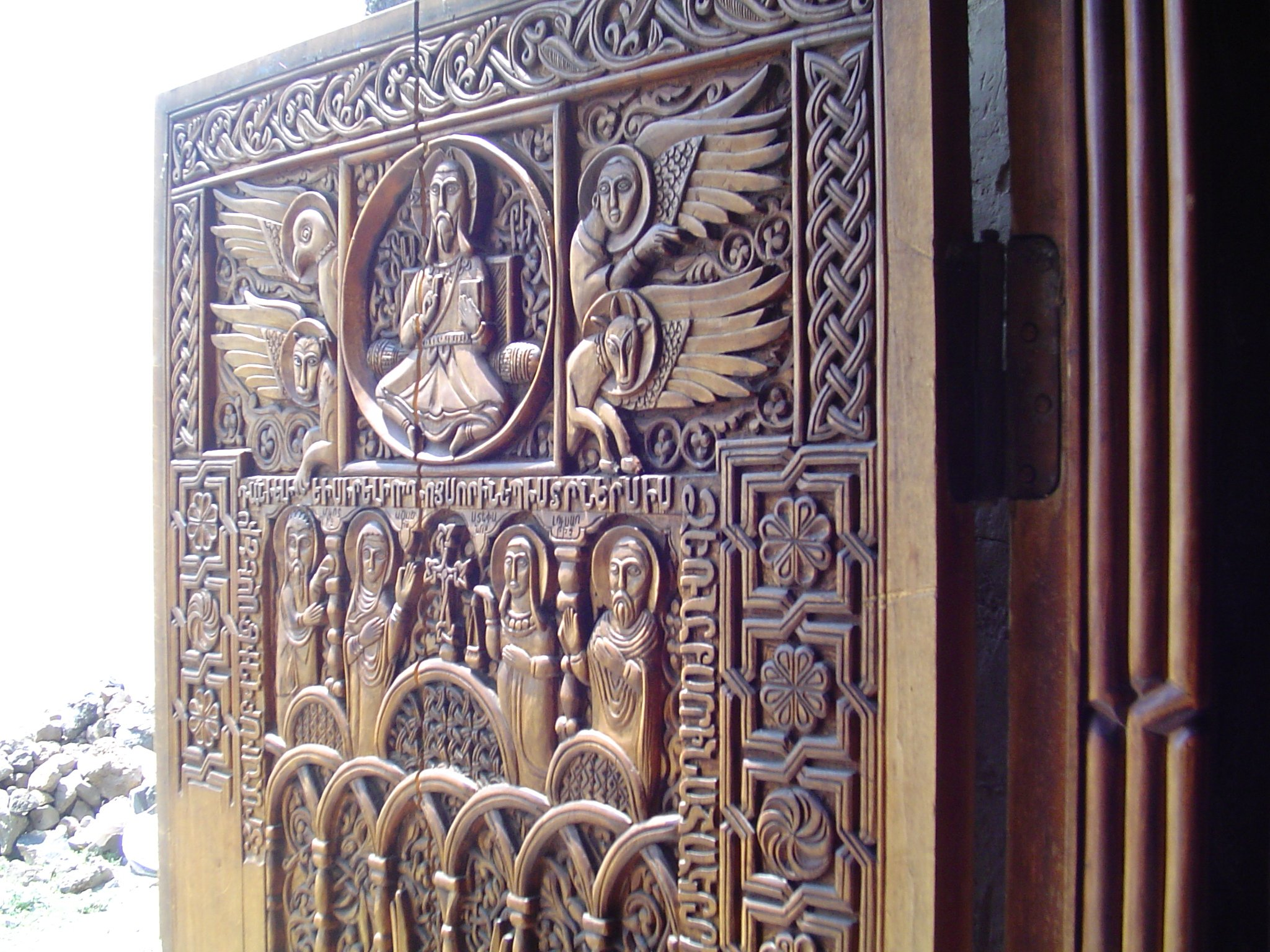
Sourp Astvatsatsin, partie supérieure de la réplique de la porte sud.
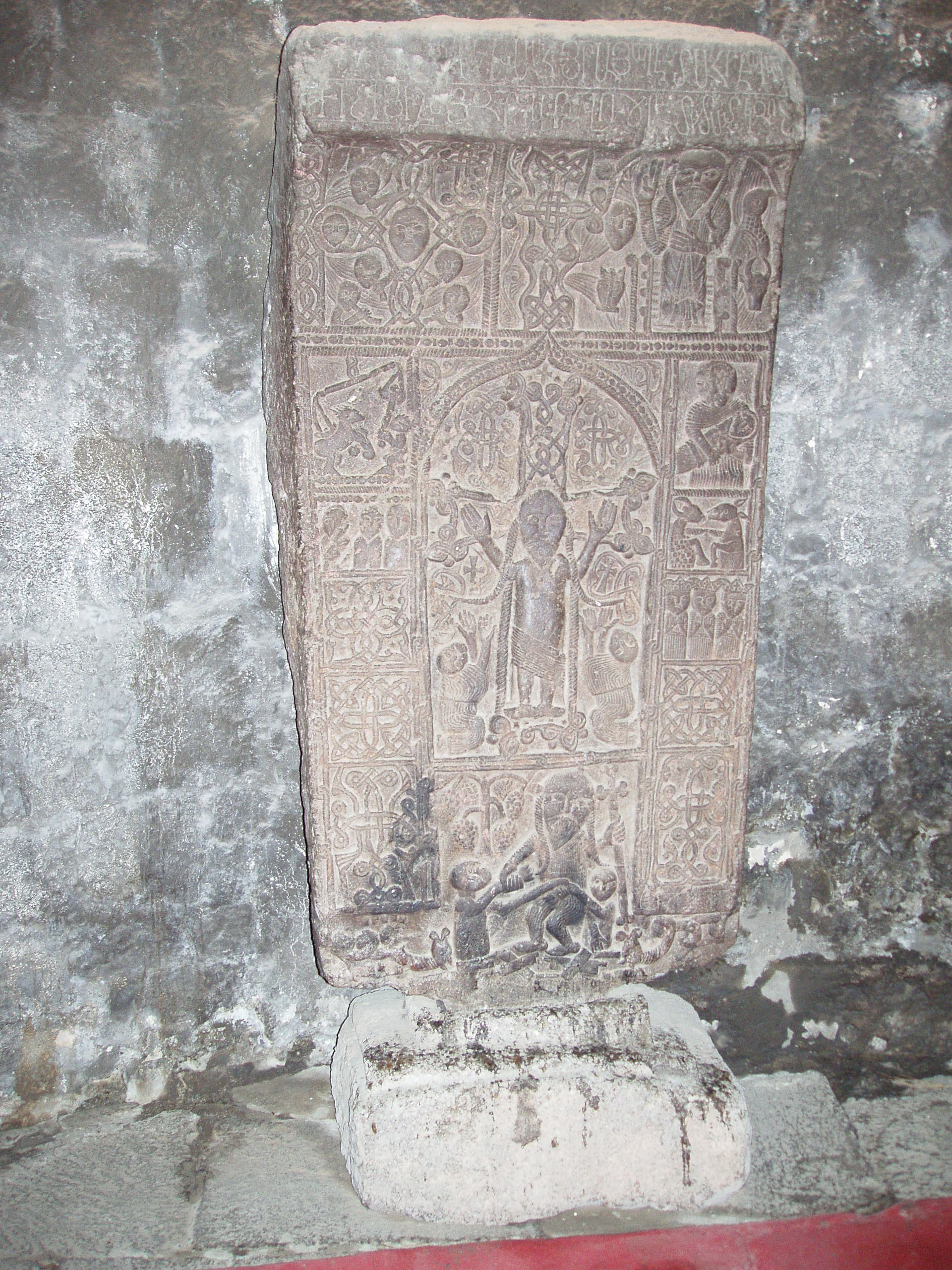
Khatchkar de 1653, Sourp Astvatsatsin.

Les entrées de l'édifice, situées au sud et à l'ouest, sont chacune munie d'une porte. La porte occidentale, datée d'avant 1176, est en noyer sculpté et représente une croix entourée de différents motifs, à la manière d'un khatchkar. La porte méridionale, également en noyer sculpté et œuvre d'un dénommé Abraham, date de 1486 et est remarquable de par sa composition illustrant la Pentecôte avec la descente du Saint-Esprit au centre, une iconographie issue de l'art de la miniature ; la partie supérieure représente le Christ des visions théophaniques. Toutes deux sont aujourd'hui conservées au musée d'histoire de l'Arménie à Erevan.
Un khatchkar « animé » se dresse à l'intérieur de Sourp Astvatsatsin et date de 1653. Œuvre de style naïf d'un certain Trdat, il est composé d'une scène de descente aux limbes (en bas), d'une crucifixion (au centre), et du Christ des visions théophaniques (en haut).

### Gavit
Accolé à la façade ouest de cette seconde église se trouvent les ruines d'un bâtiment contemporain, un gavit détruit dans les années 1930 ; il était de forme carrée et son toit était soutenu par des colonnes en bois et surmonté d'un erdik (un type de lanterneau). Il n'en subsiste que quatre chapiteaux en bois de facture remarquable (deux sont conservés au musée d'histoire de l'Arménie, deux autres au musée de l'Ermitage de Saint-Pétersbourg) représentant une paire de demi-palmettes en calice entourée de deux colombes, sur fond végétal ; ils sont datés du IXe siècle.
Des khatchkars sont dressés dans les ruines du gavit.

### Autres bâtiments
Des fondations d'autres bâtiments ont été retrouvées à proximité des deux églises : deux chapelles et une troisième église, Sourp Haroutioun (« Saint-Haroutioun »), située plus haut et déjà à l'état de ruines au XIXe siècle ; une croix en pierre sculptée par un certain Grigor en 1448 provenant de son mur occidental est aujourd'hui conservée au musée d'histoire de l'Arménie à Erevan.

## Alentours
Trois autres immeubles sont situés à proximité du complexe monastique : un bâtiment de l'Union nationale des écrivains, une résidence de la présidence arménienne, et un séminaire de l'Église apostolique arménienne, l'Académie théologique Vazkenian dont les deux églises sont les lieux de culte. Enfin, du côté sud, une plage a été aménagée en contrebas du monastère.